# Elsnerów
Elsnerów – osiedle i obszar Miejskiego Systemu Informacji w dzielnicy Targówek w Warszawie.

## Opis
Nazwa osiedla pochodzi od nazwiska Józefa Elsnera – dawnego właściciela tych gruntów.
Przed 1830 r. tereny folwarku państwowego dzierżawił od rządu Józef Elsner. Po powstaniu listopadowym majątek został strawiony przez pożar i legł w ruinie. Swoje największe dzieło, oratorium pasyjne „Męka Pana Naszego Jezusa Chrystusa”, które Elsner ukończył w 1837 roku, zadedykował carowi Mikołajowi I. Spodziewał się, że w ten sposób majątek, nad którym sprawował pieczę, zostanie zapisany właśnie jemu. Tym sposobem zyskał zapis majątku i złoty pierścień prosto od cara. 14 lutego 1845 roku kompozytor utracił władzę w prawej ręce i nodze. Zimowe miesiące spędzał w stolicy, opuszczając podwarszawski wówczas majątek. 12 lipca 1852 roku w Elsnerowie zmarła żona Elsnera Karolina. Józef Elsner zmarł 18 kwietnia 1854 roku również w majątku, w którym mieszkała później jego wnuczka Ludwika ze swym mężem Wincentym Kosteckim (synem Franciszka Kosteckiego) i dziećmi.
Po śmierci małżonka Ludwika wyszła powtórnie za mąż za Skokowskiego, którego brat namówił ją na sprzedaż Elsnerowa. Rodzina Elsnerów kupiła kamienicę przy ulicy Długiej 28, gdzie mieszkała do 1944 roku. Leżący w Guberni Warszawskiej Folwark Elsnerów zakupił przed 1880 rokiem Witold Marian Iłłakowicz, zamieszkały przy ulicy Ludnej 28 w Warszawie. W 1917 r. Elsnerów posiadał 142 morgi 103 pręty ziemi (około 80 hektarów). W 1942 roku Jan i Feliksa Cecylia Pędzichowie kupili od Iłłakowicza działkę wielkości 3 hektarów. W tym czasie majątek miał wielkość 69 hektarów (0,69  km²). W 1944 roku w skład folwarku wchodziło 257 działek oznaczonych numerami od 1 do 254 włącznie oraz 131, 132a i 133a. W obrębie obszaru majątku Elsnera znajdowała się również kolonia Halinów. W 1946 roku ziemie Folwarku Elsnerów zostały przejęte przez skarb państwa na cele reformy rolnej. Przez ziemie Elsnerowa w kierunku wschodnim biegły tory Warszawsko-Petersburskiej Kolei Żelaznej. Miejsce dawnej lokacji folwarku i dworku Elsnera jest obecnie trudne do ustalenia z uwagi na nową zabudowę. Od wschodu Elsnerów graniczył z Folwarkiem Lewinów – po którym obecnie nie zostały żadne pozostałości, od zachodu zaś z terenami Folwarku Targówek.
W okresie międzywojennym istniał folwark Elsnerów na północ od linii kolejowej oraz wieś po stronie południowej (zabudowania w rejonie dzisiejszej ul. Bukowieckiej i Księcia Ziemowita). Tereny te włączono do Warszawy w 1951.
Ślad po tych majątkach pozostał jedynie w nazwach osiedli sąsiadujących z obecnym Zaciszem, jak Elsnerów i Lewinów. Jednakże granice obszarów MSI nie oddają w pełni dawnych granic – z uwagi na rozbudowę osiedli i sztuczność podziału.
W 2010 roku jeden z warszawskich deweloperów rozpoczął budowę osiedla mieszkaniowego o nazwie Wilno.  Osiedle zlokalizowane jest w ciągu ulic Bukowieckiej, Klukowskiej i Swojskiej. W 2013 w ramach inwestycji wybudowano również przystanek kolejowy Warszawa Zacisze Wilno.